# Eudontomyzon danfordi
La lampreda dei Carpazi o lampreda balcanica (Eudontomyzon danfordi) è un agnato d'acqua dolce della famiglia Petromyzontidae.

## Distribuzione e habitat
Questo animale popola le acque di alcuni affluenti di destra del Danubio come il Tisza ed il Timiș, nella regione dei Carpazi, negli stati di Slovacchia, Ungheria, Romania e Ucraina.
Vive sempre in acqua dolce nella zona della trota in acque fresche, correnti e ben ossigenate.

## Descrizione
Ha il caratteristico aspetto delle lamprede, con bocca circolare priva di mascelle, 7 fori branchiali e corpo anguilliforme. È l'unica specie del genere Eudontomyzon a condurre vita predatrice (le altre specie non si nutrono da adulti) e per avere quindi denti appuntiti all'interno della bocca.
Il colore è bruno, grigio o verdastro sul dorso e biancastro o giallastro su fianchi e ventre. La pinna caudale è trasparente ed incolore (al contrario che in altre lamprede).
Le dimensioni possono raggiungere i 30 cm ma mediamente sono inferiori ai 20 e perfino ai 15 cm.

## Biologia

### Alimentazione
Si ciba di altri pesci che uccide per poi succhiarne il sangue e la carne con la bocca a ventosa. Può anche cibarsi di pesci già morti. Le prede più piccole vengono ingerite intere.

### Riproduzione
Avviene in primavera nei corsi alti dei torrenti in cui vive. La larva (ammocete) vive infossata nei sedimenti e si nutre di detriti e piccoli invertebrati.